# Берлинский троллейбус
Берлинский троллейбус — закрытая троллейбусная система, функционировавшая в столице Германии Берлине, а затем в Западном Берлине и Восточном Берлине (ГДР).

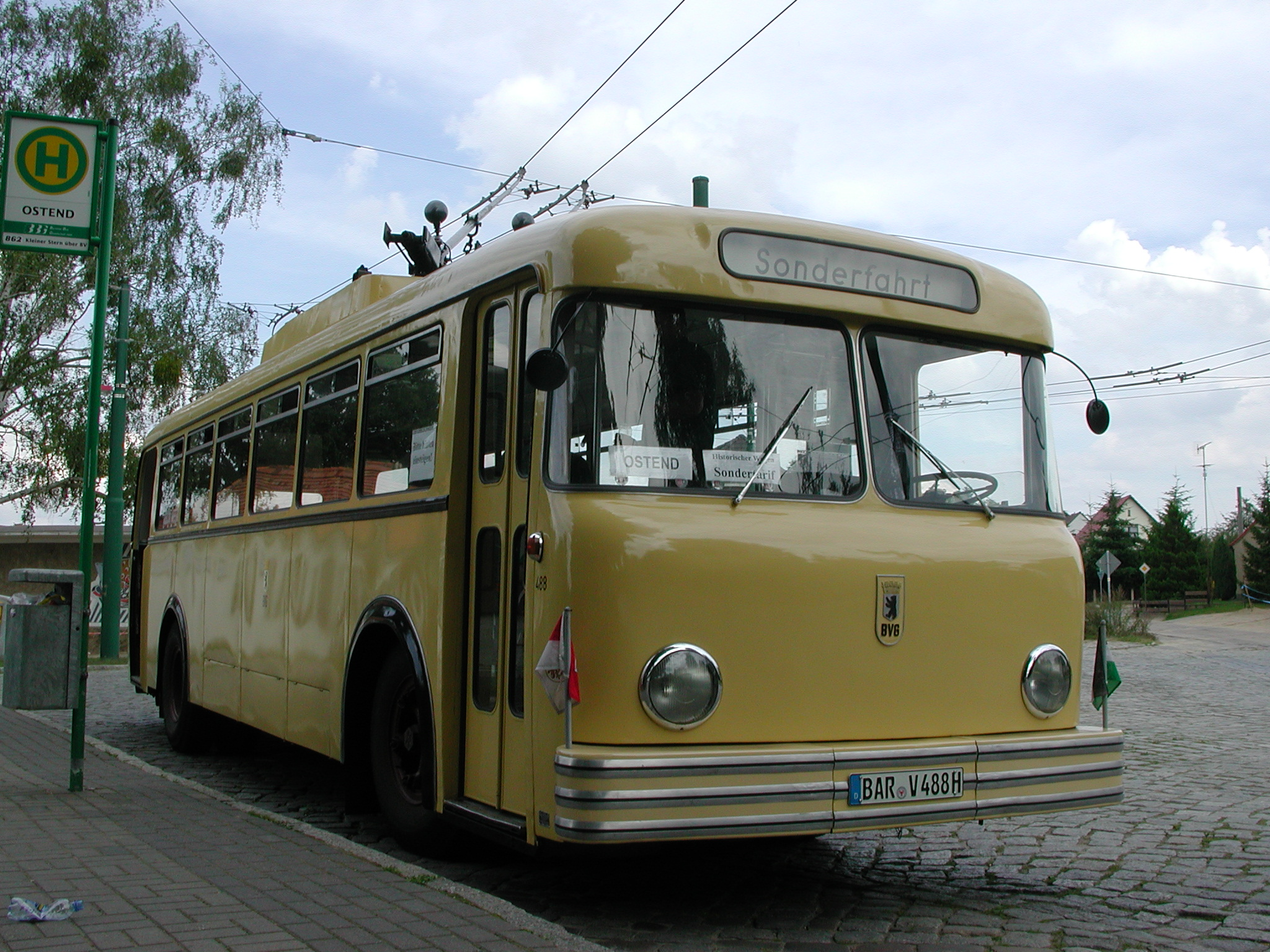
Отреставрированный берлинский троллейбус № 488 в Эберсвальде

Экспериментальная троллейбусная линия протяжённостью 540 м (591 ярд), открытая компанией Siemens & Halske в предместье Берлина Галензе (Halensee), действовала с 29 апреля по 13 июня 1882.
Система также действовала 5 декабря 1904 — 4 января 1905 гг, 20 апреля 1912 — 31 июля 1914 гг.
Основной период функционирования: 24 декабря 1933 — 1 февраля 1973 гг.
- Троллейбусная система в Западном Берлине (с 1933) - ликвидирована в 1965 году.
- Троллейбусная система в Восточном Берлине (с 1951) - ликвидирована в 1973 году.

В 2024 году существуют реальные планы по возобновлению троллейбусного движения в районе Шпандау.

## Западный Берлин
Берлинский троллейбус, существовавший с 1933 по 1965 год , был четвертой троллейбусной системой на территории современного Берлина и первой современной системой такого рода в городе. Она состояла из двух несвязанных подсетей в районах Шпандау и Штеглиц , на которых работало до трех линий . Ответственной транспортной компанией была Berliner Verkehrs-Gesellschaft , которая работала под названием Berliner Verkehrs-Betriebe (BVG) с 1938 года. После 1949 года BVG взяла на себя управление в Западном Берлине. BVG, а с 1949 года BVG-Запад управляли троллейбусами не как отдельная часть компании, а как часть автобусной сети , поэтому маркировка линий и цвет обоих транспортных средств были идентичными.

### Подвижной состав троллейбуса Западного Берлина
Изначально брали троллейбусы от разных производителей . Среди них был Büssing который самым первый поставлял троллейбусы , также поставляли MAN , Daimler .
В 1942 году из Италии приходят тролдейбусы Alfa Romeo . Также был троллейбус модели SW/DW 45/47 . Последнее обновление троллейбусного парка было в 1956 году , за 9 лет до закрытия системы это были троллейбусы AEG HS56 в количестве 7 машин .